# Wishmaster 4: Die Prophezeiung erfüllt sich
Wishmaster 4: Die Prophezeiung erfüllt sich (Originaltitel: Wishmaster 4: The Prophecy Fulfilled) ist ein US-amerikanischer Horrorfilm aus dem Jahr 2002. Regie führte Chris Angel. Die Hauptrollen spielen Tara Spencer Nairn, Michael Trucco und Jason Thompson. Der Film ist die dritte Fortsetzung zu Wes Craven’s Wishmaster aus dem Jahr 1997 und wurde direkt für den Videomarkt produziert.

## Handlung
Lisa Burnley und ihr Freund Sam sind frisch ineinander verliebt. Zusammen fahren sie Motorrad und erleben erotische Abenteuer. Das ändert sich schlagartig, als Sam einen Unfall baut und im Rollstuhl landet. Daraufhin wird er zum Egoisten und vernachlässigt Lisa. Sein Unfall hat zahlreiche Rechnungen hinterlassen und somit fällt es den beiden schwer, sie abzuzahlen. Obwohl Sam gemein zu ihr ist, hält Lisa zu ihm. Ihr Steuerberater Steven Verdal ist in Lisa verliebt. Jeder möglicher Versuch, sie zu verführen, scheitert. Als sie nach Hause gehen will, übergibt Steven ihr einen Diamanten, den er für sie gekauft hat. Sie nimmt ihn nicht an. Der Diamant zerbricht, der Dschinn wird ahnungslos befreit. Er tötet daraufhin Steve und schneidet ihm mit dem Fingernagel die Gesichtshaut aus dem Leib. Er zieht sie ab und verkleidet sich dadurch als Steve. Der Wishmaster weiß, dass Lisa bereit ist, Wünsche zu opfern, da sie eine schwache und traumatisierte Person ist. Ihr erster Wunsch bezieht sich auf das Abbezahlen ihrer Schulden. Als bei einem Telefongespräch Stevens Vorgesetzter das nicht verstehen will, übernimmt der Dschinn über den Vorgesetzten die Macht und lässt ihn sich die eigene Zunge herausreißen, dann die Nase herausschneiden, sich mit einem Messer in die Backen stechen, und mit einer heraufbeschworenen Pistole erschießen. Lisa, deren Traum sich erfüllt hat, beginnt Steve zu lieben. Völlig ahnungslos, dass dieser Wunsch das Leben eines Menschen gekostet hat, erzählt sie es Sam. Dieser ist jedoch wenig überrascht und lässt sie abziehen. In der nächsten Zeit überschlagen sich die Ereignisse. Lisa wünscht sich, dass Sam wieder laufen kann. Der Dschinn erfüllt ihr den Wunsch. Damit es nicht zum dritten Wunsch kommt, sodass drei weitere Höllenseelen befreit werden, schickt der Himmel den Hunter, welcher davon lebt, Dschinns auszulöschen. Der 1,91 Meter große Hüne begibt sich auf die Jagd. Lisas nächster Wunsch ist, dass sie Steve so liebt, wie er ist. Der Dschinn kann diesen Wunsch nicht erfüllen. Er tötet den Hunter und zeigt Lisa sein wahres Gesicht. Sam eilt zu ihr. Zusammen töten sie den Dschinn, doch auch Sam muss sterben.

## Kritik
„Sequel eines Soft-Horrorfilms mit Sexeinlagen, bei dem das Böse auf der Stelle tritt; eine kurzatmige Direct-to-Video-Produktion.“

## Hintergrund
Der Film erschien in Deutschland in drei Fassungen: Die ungekürzte Version erhielt von der FSK keine Freigabe und wurde indiziert. Sie trägt die SPIO/JK-Kennzeichnung „Strafrechtlich unbedenklich“. Eine gekürzte Version erhielt die Freigabe „Ab 18“ und eine dritte, nochmals um zusätzliche 1½ Minuten geschnittene Fassung, die primär für den Versandhandel produziert wurde, ist ab 16 Jahren freigegeben.